# Іпохська біла кава
Іпохська «біла» кава — кавовий напій і спосіб обсмажування кавових зерен, батьківщиною якого є місто Іпох (Малайзія). Напій був обраний як один з офіційних напоїв, що подають в павільйоні Малайзії на World Expo 2010 у Шанхаї (Китай).
Для приготування «білої кави» кавові зерна обсмажують на маргарині з пальмової олії, а готовий напій подають зі згущеним молоком. Іпохська біла кава поширена у вигляді швидкорозчинного напою і зазвичай подається після обіду.

## Назва
Китайською мовою «Іпохська біла кава» має назву «怡保白咖啡», де «白» — «білий» не стосується кольору напою і пов'язаний виключно з технологією обжарювання. На відміну від «білої», «чорною» кавою в Малайзії вважають кавові зерна, обсмажені з маргарином, цукром і пшеницею.